# Polyplectropus assimulans
Polyplectropus assimulans is een schietmot uit de
familie Polycentropodidae. De soort komt voor in het Oriëntaals gebied.